# Nicholas P. Dallis
« Dal Curtis » et « Paul Nichols » redirigent ici. Pour les autres significations, voir Curtis et Nichols.
Nicholas Peter Dallis (1911-1991) est un psychiatre américain devenu scénariste de bande dessinée à partir de 1948, avec un succès qui le conduit à arrêter de pratiquer la médecine en 1958.
Il est connu pour avoir créé et écrit jusqu'à sa mort en 1991 trois comic strips sentimentaux et didactiques au long cours : Rex Morgan, M.D. en 1948 (sous le nom Dal Curtis), Judge Parker en 1952 (sous le nom Paul Nichols) et Apartment 3-G en 1961. Si cette dernière série a été arrêtée fin 2015, les deux autres sont toujours diffusées en 2018.